# Paul Rosenstein
Paul Rosenstein (geboren 26. Juli 1875 in Graudenz; gestorben 21. September 1964 in Rio de Janeiro) war ein deutsch-brasilianischer Urologe.

## Leben

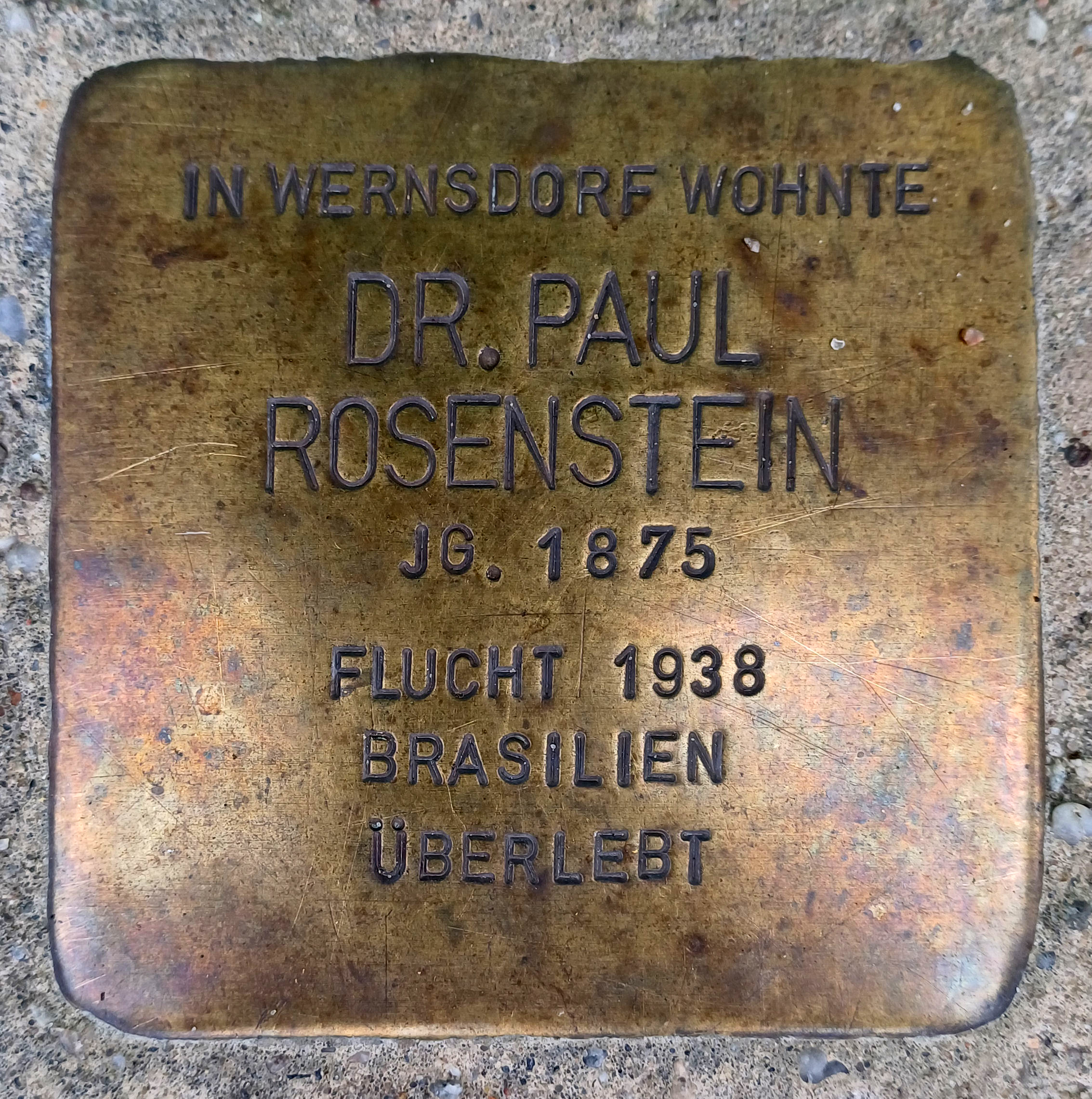
Stolperstein am Haus, Dorfstraße 13, in Königs Wusterhausen

Paul Rosenstein war ein Sohn des Rabbiners Michael Rosenstein und der Ernestine Hahn. Er besuchte in seiner Geburtsstadt das Gymnasium. Nach Studium der Medizin in Berlin und Königsberg (Promotion 1898) erfolgte zeittypisch seine medizinische und operative Weiterbildung zunächst bei dem Pathologen Ernst Neumann (1834–1918) und dann bei dem Gynäkologen Georg Winter (1856–1946) und dem Chirurgen Anton von Eiselsberg (1860–1939) in Königsberg. Sowohl in der Frauenklinik wie auch in der Chirurgischen Kliniken war Paul Rosenstein nach eigener Aussage der erste jüdische Assistenzarzt.
Später erhielt er seine urologische Prägung bei dem Pionier der operativen Nierenchirurgie James Israel (1848–1926) am Jüdischen Krankenhaus in Berlin. 1905 ließ er sich in Berlin nieder und operierte am Krankenhaus Berlin-Hasenheide/Neukölln.
Nach dem Ersten Weltkrieg mit Auszeichnung Eisernes Kreuz I u. II wurde er zunächst Leiter der Poliklinik des jüdischen Krankenhauses und 1923 Nachfolger von James Israel bis zu seiner Vertreibung 1938. Das Jüdische Krankenhaus in Berlin war in Kooperation mit der Charité eine der führenden Forschungsinstitutionen Klinischer Medizin in den 1920er und frühen 1930er Jahren. Über Amsterdam musste er nach New York emigrieren und bemühte sich vergeblich um eine „US board certification“. Daher zog er 1940 nach Rio de Janeiro, wo er 1936 anlässlich eines Kongresses der brasilianischen Urologengesellschaft zum korrespondierenden Mitglied ernannt worden war. 1940 folgten seine in Berlin zurückgelassene Frau und seine Kinder. Trotz Erwerb der  Staatsbürgerschaft konnte Rosenstein  in Rio de Janeiro nicht mehr als Arzt arbeiten, blieb aber wissenschaftlich und publizistisch aktiv. 1954 erschien seine Autobiographie „Narben bleiben zurück“, die sich durch hohen Dokumentationswert und eine differenzierte Darstellung auszeichnet. Am 28. Juli 1958 wurde ihm das Bundesverdienstkreuz verliehen. Rosensteins  wissenschaftliche Ergebnisse werden heute kaum noch mit seinem Namen in Verbindung gebracht.

## Gedenken
An seinem ehemaligen Wohnort, Königs Wusterhausen, Dorfstraße 13, sind Stolpersteine für ihn und seine Frau verlegt.

## Arbeiten (Auswahl)
- Ein Fall von Implantation der Urethra ins Rectum Langenb. In: Archiv Klin. Chir. Band 60, 1901, S. 359–368.
- Ein funktioneller Lumbalschnitt zur Freilegung der Niere. In: Z urol Chir. Band 17, 1925, S. 119–126.
- Ersatz der fehlenden Harnröhre bei der Hypospadia penoscrotalis durch Blasenschleimhaut. In: Z Urol. Band 23, Heft 6/7 1929.
- Die Prostatahypertrophie, Ihre Erkennung und Behandlung. In: Beihefte zur Medizinischen Klinik. 25. Jhrg., Heft 3/4, Urban & Schwarzenberg, Berlin/Wien 1929.
- Mit H. Köhler: Über die Beeinflussung der Darmparalyse durch Nikotin- injektion in das Ganglion coeliacum, Langenb. In: Archiv Klin. Chir. Band 210, 1928, S. 315–1335.
- Pleura Empyem und Rivanol. In: Klin. Wschr. Band 4, 1921, 554–548.
- Neue Gedanken zur Karzinombehandlung. In: Med. Klin. Band 27, 1931, S. 1095–1098.
- Über Knorpel und Knochenbildung in Herzklappen. In: Virch. Archiv. Band 162, 1900, S. 100–114.
- Aktinomykose der Harn- und Geschlechtsorgane. In: A. v. Lichtenberg, F. Voelcker, H. Wildbolz (Hrsg.): Handbuch der Urologie. Band 4: Spezielle Urologie. Teil 2, 1927, DNB 366106333, S. 218–235.
- Die Pyelolithotomia anterior. In: Z. urol. Chir. Band 12, 1923, S. 269–272.